# كسوة خزفية
الكُسوة الخزفية أو الوجه الخزفي (بالإنجليزية: veneer)‏ (نقحرة: فينير) أو الوجه التجميلي[بحاجة لمصدر] أو القشرة التجميلية[بحاجة لمصدر] هي طبقة يتم تطبيقها على السطوح الشفوية لكل من لأسنان الأمامية (القاطع المركزي، القاطع الجانبي، والناب)، والأسنان الجانبية (الضاحك الأول، والضاحك الثاني). تطبق على كامل، أو جزء من، المجال الممتد من الضاحك الثاني إلى الضاحك الثاني المناظر ضمن الفك نفسه (العلوي أو السفلي). إن الغاية الأساسية من الكسوات هو تحسين المظهر الجمالي للأسنان، وذلك من خلال تغطية وإخفاء عيوب الاسنان كالتصبغات أو التشققات أو عيوب أخرى كتعديل حجم الأسنان أو شكلها. هناك نوعان رئيسيان من المواد المستخدمة لصنع القشور: الخزف، والمواد المركبة التي يتم منها تصنيع الحشوة البيضاء التجميلية للأسنان. الكسوات المصنوعة من المواد المركبة يتم تطبيقها إما مباشرة في فم المريض في العيادة، أو بشكل غير مباشر حيث يتم تجهيزها من قبل فني الأسنان في مختبر الأسنان، وتلصق في وقت لاحق على الأسنان، وعادة يتم ذلك باستخدام مادة لاصقة مثل الإسمنت الراتنجي مثل بانافيا. في المقابل، الكسوات الخزفية دائما ما تصنع وتركب بشكل غير مباشر، أي في مخابر الاسنان. الكسوة التاجية الكاملة هي ترميم يسمى التاج ويغطي تاج السن من جميع الجهات. أما الكسوة الخزفية، فلا تغطي سوى السطح الأمامي للسن وتستخدم فقط لأغراض تجميلية.

## كسوات البورسلان
هي عبارة عن طبقات رقيقة مصنوعة من مادة البورسلان، يتم تصنيعها في مختبر الأسنان والتي تستخدم لإعادة المظهر الطبيعي للأسنان ولمقاومة مماثلة لميناء الأسنان الطبيعية.
وغالباً، تكون هذه المادة هي الاختيار الأمثل للأشخاص الراغبين بإجراء تعديلات طفيفة للسن أو تغيير شكل، حجم، ولون السن.

## التاريخ
اخترعت الكسوات من قبل طبيب الأسنان تشارلز بينكوس عام 1928، وذلك لاستخدامها في تصوير الأفلام، وتحديداً لتغيير مظهر أسنان الممثلين مؤقتا. ثم في عام 1937 قام بصناعة كسوات من الاكريليك والتي يتم المحافظة عليها باستعمال لاصق خاص بالأسنان. وهذه الكسوات كانت تلصق لفترة مؤقتة، لأن قوة التلاصق كانت قليلة جدا. قام الدكتور ميشيل بونكور عام 1959 باستخدام محلول كيميائي لتخشين سطح السن ويهدف ذلك إلى التحقق من ترابط الكسوات الخزفية مع الميناء المخشنة. كشفت أبحاث أجريت عام 1982 من قبل سيمونسين وكالاميا أن الخزف يمكن تخشينه بواسطة حمض الهيدروفلوريد وانه يمكن تحقيق قوى ترابط بين الحشوة الصمغية والخزف ولذلك يتوقع أن تبقى الكسوات الخزفية ملتصقة بالسن بشكل دائم. تم اثبات ذلك من قبل كالاميا في مقالة توضح طريقة صنع ووضع هذه الكسوات وذلك باستخدام تقنية النموذج الحراري وهورن يشرح تقنية رقائق البلاتينيوم في صنع الكسوات. وقد أثبت بعض المقالات الأخرى موثوقية هذه التقنية على المدى الطويل.
اليوم ومع تحسّن المواد اللاصقة وعوامل الترابط، تدوم الكسوات من 10-30 عام. وقد يلزم تغييرها بسبب التكسر أو التسريب أو التلون أو التسوس أو بسبب تقلص خط اللثة والأضرار الناجمة عن الإصابة أو تحطم الأسنان. تتراوح تكلفة الكسوات حسب خبرة طبيب الأسنان وموقعه. في الولايات المتحدة، عام 2011، تراوحت التكلفة من 1000 دولار للسن الواحد إلى 3000 دولار. الكسوات الخزفية أكثر دواماً وأقل عرضة للتلوّن من الكسوات المصنوعة من الحشوات.

## كسوات السيراميك
هي إحدى الوسائل لتصنيع قوالب وتلبيسات الأسنان. ويتم تحضير هذه الحشوات في معمل لصهر البورسلان بالفرن أو تفصيلها آليّاً بقياسات الكمبيوتر ثلاثية الأبعاد (CAD-CAM)؛ وذلك حسب سجلات الليزر. وتستخدم عادة في الحالات التي تتطلب أعلى درجات في التجميل أو المشاكل التي لا يمكن للحشوة الضوئية أن تلبي الحاجة التجميلية.

## تصنيفات
هناك عدة أنواع لتقسيمات القشور. واحدة من احدث هذه التصنيفات (2012) تسمى «تصنيف نانكالي للكسوات» والتي تقسم الكسوات السنية إلى التالي:
- غطاء للسطح الأمامي (الشفوي):
  - لا يغطي طرف السن
  - حافة قاطعة مصقولة
  - تراكب حواف الأسنان
- تحضير ما بين الأسنان:
  - لا تشمل نقطة الالتقاء بين الأسنان
  - على مستوى نقطة الالتقاء
  - تجاوز نقطة الالتقاء
- طرق العمل:
  - مباشرة
  - غير مباشرة (عن طريق المختبر)
- المواد المستعملة:
  - سيراميك
  - لومينيرز (بورسلان رقيق جدا وقوي)
  - دافينشي (بورسلان رقيق جدا)
  - ماك (شديد المقاومة للصبغ والتلون وقوي)
  - بلاستيك (لا يستعمل في الوقت الحالي)
  - كومبوزيت "الراتنج المركب" (الحشوة التجميلية البيضاء)

## دواعي الاستعمال
الكسوات الخزفية هي علاج هام لدى طبيب الأسنان التجميلي، فقد يستعمل الطبيب كسوة سنية واحدة لعلاج سن واحد تعرض للكسر أو التلون، أو عدة كسوات سنية لعمل ما يسمى طريقة هوليوود لإعادة بناء الابتسامة. العديد من الأشخاص يعانون من أسنان صغيرة الحجم بشكل لا تتناسب مع حجم الفك مما يترك فراغا بين الأسنان يصعب التخلص منه بتقويم الأسنان. وهناك أشخاص قد تم اهتراء طرف أسنانهم ونتيجة لذلك يظهر أنهم أكبر في السن، وآخرون يعانون من عدم انتظام في اصطفاف الأسنان. الكسوات السنية يمكنها إغلاق الفراغات بين الأسنان المتباعدة، وتطويل الأسنان التي قصرت بسبب اهترائها، وتملأ المثلثات السوداء التي تنتج بسبب انسحاب اللثة، ويمكنها أن توفر لون وشكل وحجم متناسق، حيث يمكنها ان تظهر الأسنان بشكل مصطف. أطباء الأسنان أيضا ينصحون باستخدام الكسوات الخزفية الرقيقة لتقوية الأسنان المهترئة. وكذلك يمكن استعملها لعلاج الأسنان التي يصعب تبييضها بالطرق الأخرى. الكسوات السنية الرقيقة هي خيار فعال للمرضى الكبار في السن الذين يعانون من أسنان مهترئة. في حالات عديدة تحضير الأسنان للكسوات الخزفية يكون قليل أو حتى من دون تحضير.

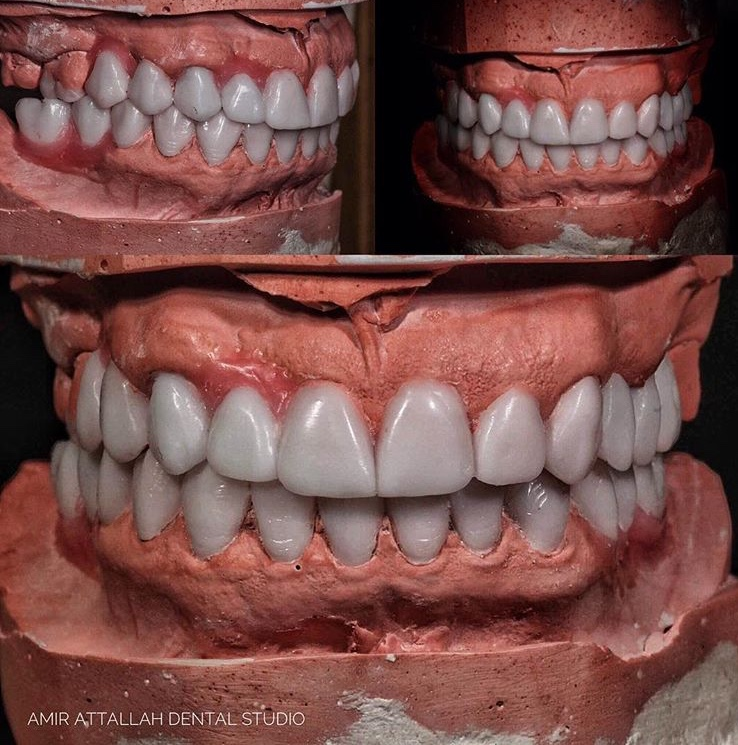
نموذج شمعي في مختبر الأسنان استعداد لعمل كسوات

## النماذج الشمعية التشخيصية
تعمل النماذج الشمعية التشخيصية كدليل لإعداد الأسنان قبل تصنيع الترميمات، وهي تسمح لطبيب الأسنان بتصور التغييرات المطلوبة التي يجب إجراؤها على أسنان المريض. فالطبيب يتصور الأسنان من حيث الحجم والشكل والتناسب، وعلاقتها مع اللثة، الشفة وخط الابتسامة.
النماذج تساعد أيضًا في تصنيع الترميمات المؤقتة، والتي يمكن أن تعطي تقييماً مبدئياً للشكل الجمالي، للصوتيات، ولإغلاق الأسنان مع بعضها، بالإضافة إلى أنها تعطي الفرصة للأطباء للتأكد مما إذا كانوا بحاجة إلى إجراء أي تصحيحات.

## موانع الاستعمال
في رأي مثير للجدل، الدكتور مايكل زوك الكندي، لمحات في رأيه ومشاكل الإفراط في استخدام الكسوات الخزفية من قبل بعض أطباء الأسنان التجميلية في 'اعترافات طبيب أسنان التجميل السابق'. يقترح أن استخدام الكسوات لتقويم الأسنان الفوري أو محاكاة تقويم الأسنان يمكن أن يكون ضارا، خاصة بالنسبة للأشخاص الأصغر سنا ذوي الأسنان السليمة. كبار أطباء الأسنان احذر من أن التلف السطحي الطفيف أو التآكل العادي للأسنان ليس مبررا لكسوة البورسلين أو السيراميك. وذلك لأن التحضير اللازم لتطبيق الكسوة قد يدمر في بعض الحالات 3-30%  من سطح السن إذا قام به طبيب أسنان عديم الخبرة. وقد وجد أنه بعد 10 سنوات، 50 ٪ من الكسوة إما النازحين، تحتاج إلى إعادة العلاج، أو لم تعد في حالة مرضية.
قد يدفع بعض أطباء الأسنان التجميليين دون داع العلاج التعويضي في المراهقين أو الشباب إلى البالغين في منتصف العمر الذين لديهم أسنان صحية تتطلب فقط تبييض أو أكثر التنظيف الروتيني. كما يتطلب تحضير الكسوة حلق الأسنان في بعض الحالات، الحساسية والاضمحلال ستكون مشكلة حتى لو تم تنفيذ الإجراء بشكل صحيح. بالإضافة إلى ذلك، يمكن أن تكون تكلفة صيانة الكسوة باهظة أيضا للعديد من الأفراد. يجب أن يقتصر وضع الكسوة على الأفراد الذين يعانون من مشاكل جمالية كبيرة، مثل الأسنان المتشققة أو المكسورة بشدة، والتي لا تفي بمتطلبات ولي العهد أو استبدال كامل.
تشمل موانع الاستعمال الإضافية على سبيل المثال لا الحصر ما يلي: نظافة الفم ضعيفة، مرض اللثة غير المنضبط، معدل تجاويف عالية، بارافونكتيون، لا الميناء، توقعات المريض غير معقولة، الترميمات القائمة الكبيرة.

## البدائل
في الماضي كانت الطريقة الوحيدة لتصحيح الأسنان الغير مثاليه هي تلبيس السن (التاج). أما في الوقت الحالي، في اغلب الأحيان، هنالك عدة خيارات: تلبيس، الحشوات التجميلية (الكومبوزيت)، إعادة التشكيل التجميلية والتقويم. الكسوات السنية الغير دائمة، والتي توضع على الأسنان، هي خيار يمكن تنفيذه. وهذه الكسوات السنية هي متحركة ويعاد استخدامها، مصنوعة من مادة صمغية مرنة. كما يمكنك القيام بهه الطريقة بنفسك حيث يوجد مجموعات متوفرة يمكن من خلالها أخذ القياس، وبعدها يتم ارسالها إلى المختبر الذي يقوم بعمل الكسوات الخزفية النهائية ومن ثم ارسالها للشخص عن طريق البريد.

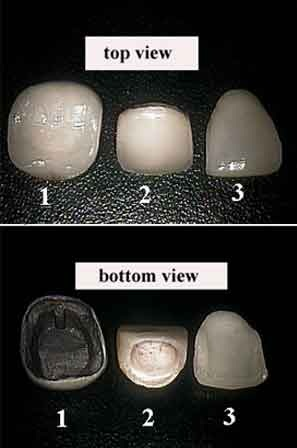
مقارنة بين تركيبة معدن وأعلاها بورسلان، تركيبة من البوسلان، و كسوات سنية من البورسلان